# Зозуля, Георгий Петрович
Георгий Петрович Зозуля (5 февраля 1920, Грозный, Терская область — 5 января 1954, Краснодар) — лётчик-штурмовик, Гвардии лейтенант Советской Армии, участник Великой Отечественной войны, Герой Советского Союза (1946).

## Биография
Георгий Зозуля родился 5 февраля 1920 года в Грозном. В 1938 году окончил десять классов школы и аэроклуб. В 1939 году окончил Балашовскую лётную школу Гражданского воздушного флота. В октябре того же года Зозуля был призван на службу в Рабоче-крестьянскую Красную Армию. В 1941 году он окончил Балашовскую военную авиационную школу лётчиков, в 1942 году — Краснодарское объединённое военное авиационное училище. С февраля 1943 года — на фронтах Великой Отечественной войны. Принимал участие в боях на Северо-Кавказском фронте, в составе Приморской армии, на 2-м Белорусском фронте. Участвовал в освобождении Кавказа, Кубани, Крыма, Белорусской ССР, Польши, боях в Восточной Пруссии и Германии.
К концу войны гвардии лейтенант Георгий Зозуля был старшим лётчиком 43-го гвардейского штурмового авиаполка 230-й штурмовой авиадивизии 4-й воздушной армии 2-го Белорусского фронта. К тому времени он совершил 138 боевых вылетов на разведку и штурмовку скоплений боевой техники и живой силы, объектов противника.
Указом Президиума Верховного Совета СССР от 15 мая 1946 года за «мужество и героизм, проявленные в боях с немецкими захватчиками» гвардии лейтенант Георгий Зозуля был удостоен высокого звания Героя Советского Союза с вручением ордена Ленина и медали «Золотая Звезда» за номером 2871.
После окончания войны Зозуля служил в Забайкалье. В декабре 1950 года он был уволен в запас. Проживал в Краснодаре. Скоропостижно скончался 5 января 1954 года. Похоронен на Всесвятском кладбище Краснодара.

## Награды
Был также награждён орденами Красного Знамени, Отечественной войны 1-й степени, Красной Звезды, рядом медалей.

## Память
В честь Зозули названа улица в Грозном.